# VEB Applikationszentrum
Der VEB Applikationszentrum Elektronik Berlin (AEB) war ein Volkseigener Betrieb der Deutschen Demokratischen Republik (DDR) mit zirka 350 Mitarbeitern, der bis zur Auflösung im August 1990 seinen Sitz in Berlin-Friedrichshain hatte.

## Entstehung und Hauptaufgaben
Mit der Bildung des VEB Kombinat Mikroelektronik Erfurt (KME) ist der VEB AEB aus dem VEB Elektronikhandel (gegründet 1966) sowie den beiden zugeordneten Betrieben Zentrale Leitstelle Applikation (gegründet 1966) und dem Institut für Elektronische Bauelemente (gegründet 1971) im Jahre 1978 hervorgegangen. Grundlage bildete die Verfügung 39/78 des Ministeriums für Elektrotechnik und Elektronik.
Die wesentlichen Säulen des Betriebes waren:
- Import von aktiven elektronischen Bauelementen aus beiden Wirtschaftsblöcken für den F&E-Bedarf der Anwenderindustrie der DDR
- Zentrale Informations- und Dokumentationsstelle innerhalb des Kombinats und Herausgabe von Bauelementeinformationen,

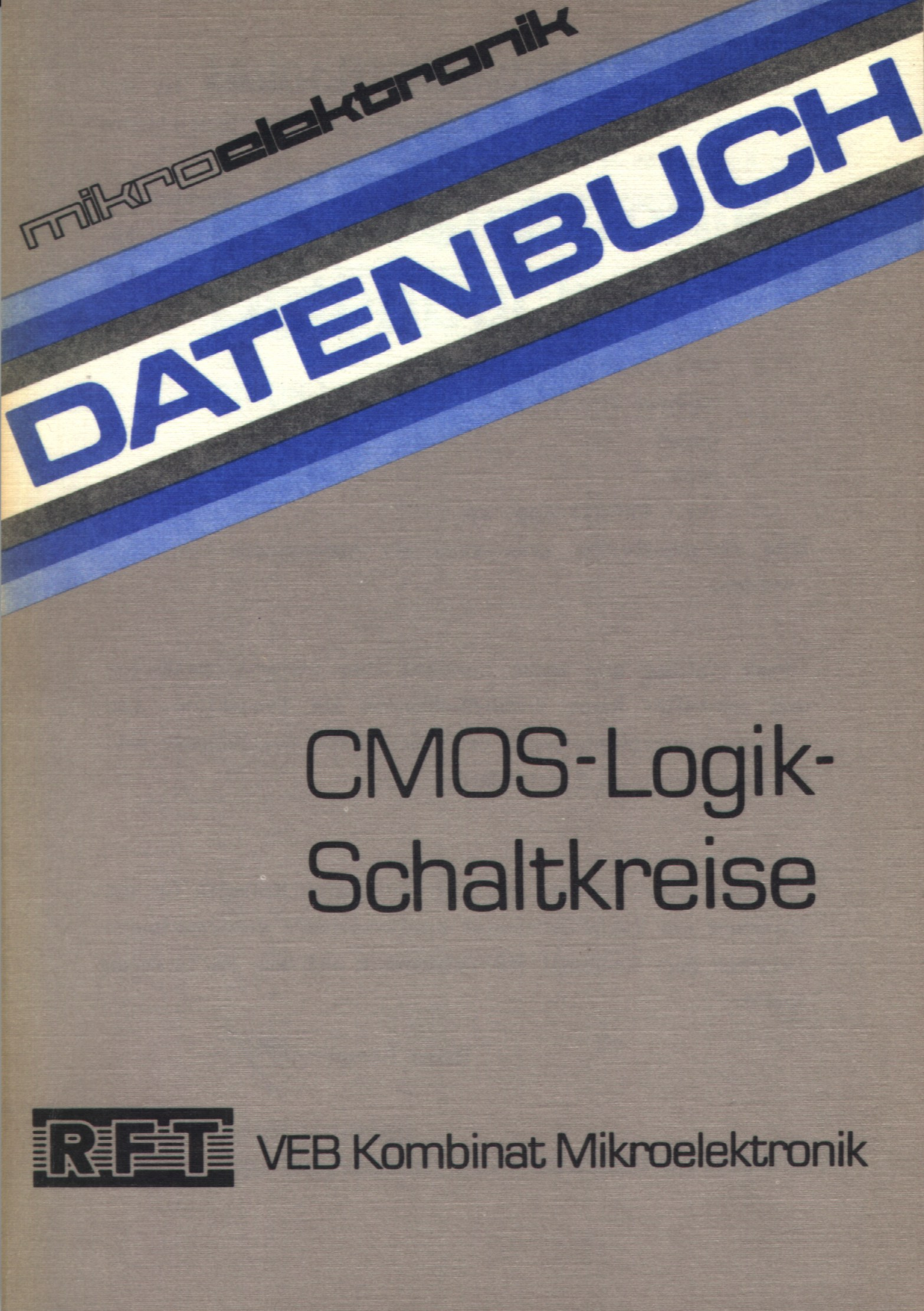
Beispiel für ein Datenbuch mit den in der DDR verfügbaren elektronischen Bauelementen, 1989

- jährliche Erarbeitung der strategischen Entwicklung eines mit der Anwenderindustrie abgestimmten Sortiments elektronischer Bauelemente für die Produktion in kombinatseigenen Betrieben und Import aus dem RGW
- Ingenieurbüro für die Anwendung der Mikroelektronik (IfAM) zur Unterstützung der nicht-elektrotechnisch/elektronischen Industrie bei der Einführung der Mikroelektronik in Berlin und Dauertests von Geräten mit neuesten elektronischen Bauelementen.

Die nicht zum KME-Sortiment gehörenden passiven elektronischen Bauelemente wurden in einer ähnlich gelagerten Institution des VEB Kombinat Elektronische Bauelemente Teltow „Carl von Ossietzky“ (KEBT) ebenfalls im damaligen Stadtbezirk Friedrichshain in der Schreinerstraße, bearbeitet.

## Standorte
Hauptstandort des Betriebes war der Sitz des Betriebsdirektors, der Partei- und Betriebsgewerkschaftsleitung, des Fachdirektors Wissenschaft und Forschung und des Fachdirektorats Kaderentwicklung. Diese Aufgabenbereiche befanden sich in ausgebauten ehemaligen Wohngebäuden in der Mainzer Straße 25. Der Schwerpunkt der Ansiedlung der verschiedenen Bereiche (auch Direktorate genannt) lag im Stadtbezirk Berlin-Friedrichshain, weitere Betriebsbereiche gab es im Stadtbezirk und im Stadtbezirk Köpenick. Auf Grund stetigen Wachstums der betrieblichen Aufgaben kamen bis in die 1980er Jahre immer neue Standorte hinzu, andere kleinere wurden aufgegeben. Im Jahr 1990 gab es folgende Arbeitsbereiche an den nachfolgend genannten Standorten:
- Mainzer Straße 25, Betriebsdirektor, BGL, Parteileitung, VS-Stelle, Kantine, Personalstelle, Fachdirektor F+E
- Mainzer Straße 23, Fachbereich F+E Bauelementeperspektivlisten
- HdE Alexanderplatz 3/5 (Fachbibliothek, Bereich Entwicklung)
- Max-Beer-Straße (Vervielfältigung)
- Grünberger Straße (Beratungs- und Informationsstelle (BIS))
- Traveplatz (Hardware-Entwicklung)
- Scharnweberstraße (Druckerei, Zuverlässigkeitslabor, Ingenieurbereich für Angewandte Mikroelektronik (IfAM), Elektronik-Werkstatt)
- Boxhagener Straße (Ökonomie)
- Warschauer Straße (Rechenzentrum)
- Leninallee (seit 1992 wieder Landsberger Allee: Information, Dokumentation, Fachbibliothek)
- eine Etage und weitere Räume eines Wirtschaftsgebäudes auf dem Gelände des Krankenhauses Friedrichshain (kaufmännischer Bereich)
- Erich-Weinert-Straße (Software-Entwicklung)
- Alte Kaulsdorfer Straße in Berlin-Köpenick (Standardisierung, Patentwesen)
- obere Etagen des Turmes des Bremsenwerkes (Leitung des Rechenzentrum)
- Ausstellungsräume des nördlichen Turmes am Frankfurter Tor
- Bauelemente-Lager in Frankfurt (Oder)
- Ferien- und Schulungszentrum in Garz bei Havelberg an der Schleuse

## Betriebsstruktur und Personalia
Das Unternehmen strukturierte sich wie folgt:
- Betriebsdirektor: Horst Grüber (bis Juli 1982), Jochen Dunkel (bis 1983) und Heinrich Heise (bis 1990)
- Fachdirektor Wissenschaft und Forschung bis 1984 auch Applikation: Klaus Riediger (bis 1984), Karl-Heinz Arnold (bis 1988), Gerd Krybus (1989 bis 1990)
  - Abteilung Strategie: Karl-Heinz Arnold (bis 1984), Manfred Sternagel (bis 1985), Roland Krause (bis 1990)
Die Aufgabe bestand in der jährlichen Fortschreibung der Forderungen der Anwenderindustrie an die Grundrichtung der Entwicklung des Sortiments aktiver elektronischer Bauelemente mit einem fünfjährigen Focus und dem Vorschlag zur Lösung dieser Anforderung durch Entwicklung und Produktion im Kombinat, Import aus dem RGW, oder im Ausnahmefall mit Negativzeugnis Import aus anderen Regionen (Perspektivisches Bauelemente Sortiment). Weitere Aufgaben waren die Unterstützung bei Studien und leitungsgerechten Unterlagen mit Anforderungen an die Halbleiterindustrie, Erstellung von Bauelementevergleichslisten, Wirtschaftlichkeitsrechnungen für elektronische Produktgruppen.
  - Abteilung Planung: Elfriede Stoye
  - Abteilung Internationale Zusammenarbeit: Günter Peters
  - Abteilung Patentrecht: Carl Holzweißig
  - Abteilung Standardisierung: Peter Handrack
  - Abteilung Sonderbauelemente LVO zur Abt. Strategie: Viktor Böhm bis 1988
  - Abteilung Zuverlässigkeit
- Fachdirektor Information und Dokumentation: Winfried Wildt
  - Abteilung Bibliothek: Ursula Piesker
  - Abteilung Thesaurus/Recherche: Wolfgang Wotschke
  - Abteilung Wissenschaftlich-technische Information: Gerhard Stürmer (bis 1989), Brigitte Mann (bis 1990)
  - Abteilung Applikative Information/Dateninformation: Monika Arnold
  - Abteilung Vervielfältigung/Auftragsbearbeitung/Mikrofilm: Jörg-D. Pohlmeyer
- Fachdirektor Applikation und Absatz: Hans Fiedler
  - Abteilung Sonderbauelemente LVO: Heinz Schock
  - Abteilung kommerzielle Applikation Mikroelektronik: Michael Rössel
  - Abteilung Preisbildung Bauelemente: Ernst Kretschmar
- Fachdirektor Applikation (bis 1984): Klaus Riediger
- Direktor Ingenieurbetriebe für die Anwendung der Mikroelektronik (IfAM) (von der Gründung 1985 bis zur Auflösung 1990): Gerd Krybus (ab 1989 in Personalunion mit Fachdirektorat Wissenschaft und Forschung)
Das Direktorat war neben der Verantwortung für den Auf- und Ausbau von gleichnamigen Ingenieurbetrieben in allen 15 Bezirken der DDR auch für deren ständige Koordinierung zuständig. Die Aufgabe der IfAM bestand in der Unterstützung der nicht-elektrotechnisch/elektronischen Industrie der DDR, sowie territorial geleiteten, klein- und mittelständischen Betriebe bei der breiten Einführung der Mikroelektronik durch Entwicklung und Einsatz anwenderspezifischer Hard- und Softwarelösungen in betrieblichen Prozessen.
  - Abteilung Betreuung und Koordinierung der IfAM: Klaus Riediger
Die Aufgaben der IfAM änderten sich in Richtung stärkere Anwendung von Mikroelektronik-Lösungen, sodass diese Einrichtungen 1988 in Beratungs- und Informationsstellen Mikroelektronik (BIS) umbenannt wurden.
  - Abteilung Hardwareentwicklung: Werner Kratzsch
  - Abteilung Softwareentwicklung: Karl-Heinz Gesellensetter (ab 1986 Abteilungsleiter IfAM – Hardware-/Softwareentwicklung, Scharnweberstraße)
- Fachdirektorat Ökonomie: Gerd Ruflett (bis zirka 1986), Helmut Koß (bis 1990)
- Fachdirektorat Kaderentwicklung: Monika Netzmann
- Abteilung Organisation und Datenverarbeitung: Jochen Weichert (bis zirka 1987), Carl Paul (bis 1990)

## Auflösung
Mit der Einführung der Währungsunion im Juli 1990 und der anschließenden deutschen Wiedervereinigung wurde der AEB abgewickelt, wozu die Applikationszentrum Elektronik GmbH i. L. aus einem kleinen Stab ehemaliger Mitarbeiter und leitender Angestellter gebildet wurde.

## Nach 1990
Im Herbst 1990 versuchten einige Bereiche des ehemaligen AEB als Ausgründungen mit neuen oder aktualisierten Aufgaben zu überleben:
- Handelszentrum Elektronik,
- Verlagshaus Applikation + Markt
- Vertretung für die Firma Sanyo
- Vertretung für die Firma Minolta
- PohLoh-Datasoft GmbH für Dateninfo und Software;
Schließung durch Kapitalentzug durch die Holding PTC-electronic.
- Prodacon GmbH, Nachfolger der Abt. Hardware/Software/Werkstatt in der Scharnweberstraße
1992 erfolgte die Schließung der Fa. wegen Kapitalentzugs durch die Applikationszentrum Elektronik Berlin GmbH i. L.

Von den genannten Firmen waren für mehrere Jahre nur das Handelszentrum und die Sanyo-Vertretung erfolgreich.